# Kawaii
Kawaii (em japonês: 可愛い ou かわいい, lit. "fofo", "bonito", "meigo", "educado") é um adjetivo do idioma japonês. Se pronuncia "cauaí".

## História

Avião estilizado com Pokémon pousando no Aeroporto de Londres-Heathrow, em Londres.

Os primeiros vestígios dessa cultura, surgiram no período Edo (1603-1868), onde xilogravuras conhecidas como dijinga representavam garotas bonitas. 
Na década de 1970, tornou-se muito popular entre os adolescentes japoneses uma forma de escrita infantilizada. Yamane Kazuma criou este termo durante seu estudo sobre a escrita entre 1984 e 1986. 
Anteriormente, a escrita japonesa era vertical e caracterizava-se por linhas cujas espessuras variavam gradualmente ao longo do comprimento. O novo estilo era escrito horizontalmente, preferencialmente com lapiseira para produzir linhas finas e regulares. Esta escrita usava caracteres extremamente estilizados, redondos, com caracteres latinos, katakana e desenhos pequenos como estrelas ou faces (emoticons, por exemplo) inseridos aleatoriamente no texto. Os textos eram difíceis de se ler, mas os caracteres eram facilmente reconhecíveis.
Yumeji Takehisa e Katsuji Matsumoto são alguns dos grandes pais das ilustrações de garotas fofas kawaii. Eles desenhavam garotas fofas com olhos grandes, que muita das vezes eram consideradas vulgar. Até porque a palavra já foi usada para referir-se a pessoas de baixa classe social.

## Usos

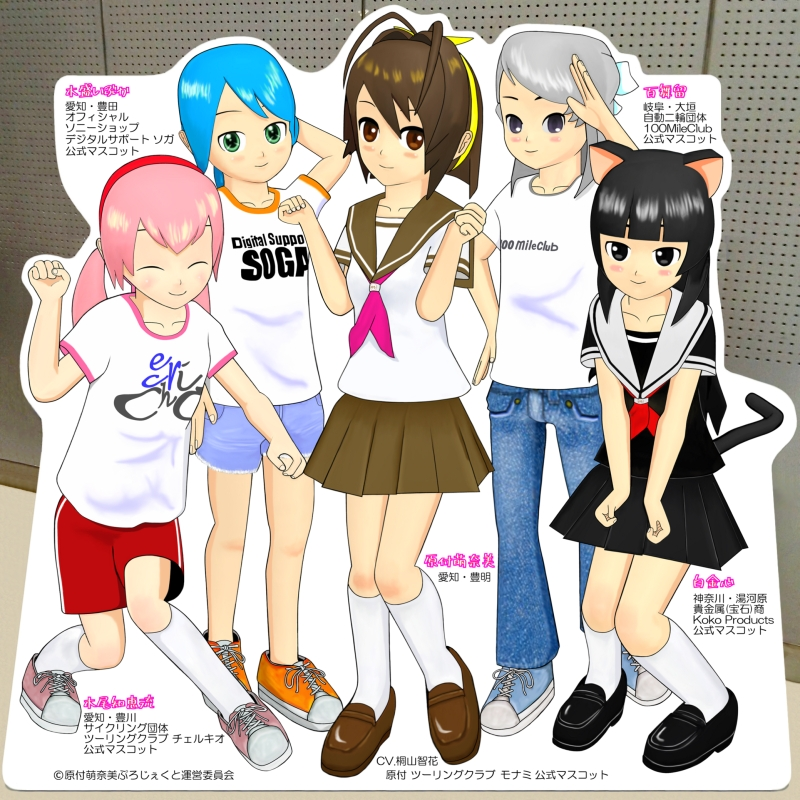
Um exemplo de mascote comercial japonês

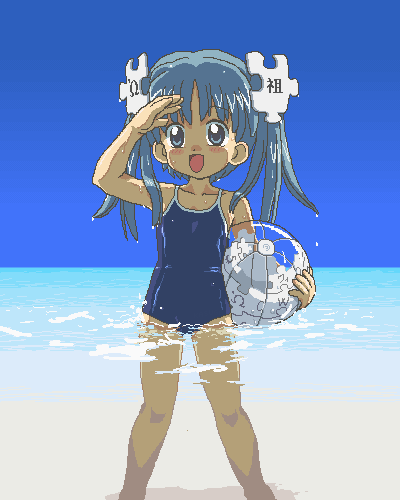
Wikipe-tan, personificação da Wikipédia em estilo kawaii.

Elementos do kawaii podem ser vistos praticamente em muitas situações no Japão, desde em grandes empresas a mercados de bairro, do governo nacional a escritórios locais.
Muitas empresas, pequenas e grandes, usam mascotes "fofos" para expor seus produtos e serviços para o público. Exemplo:
- Personagens de Pokémon enfeitavam a lateral dos jatos da All Nippon Airways;
- Banco Asahi usou Miffy, um personagem de uma série holandesa de livros ilustrados infantis, em alguns dos seus caixas eletrônicos;
- Monkichi, um macaquinho, pode ser visto na embalagem de uma linha de camisinhas;[3]
- todas as 47 prefeituras do Japão têm um mascote kawaii;
- a mascote do correio japonês, Yū-Pack é uma caixa de correio estilizada;[4]
- o correio japonês também usa outros mascotes, por exemplo, nos selos;

Propagandas kawaii também são populares no Japão. Os dois maiores fabricantes de produtos kawaii são a Sanrio (criadores da "Hello Kitty") e San-X. Seus produtos-personagens são sucesso entre crianças e adultos japoneses.
Kawaii também serve para descrever um tipo especifico de moda que geralmente inclui roupas que parecem ter sido feitas para crianças jovens, fora de tamanho ou roupas que acentuam o lado meigo daquele que a veste. Pantufas e cores pastel são muito utilizados (mas não obrigatórios), e os acessórios geralmente incluem brinquedos e bolsas com personagens de desenho.

## Influências em outras culturas
O mercado do kawaii é popular em outras partes do leste da Ásia, incluindo China, Taiwan, e Coreia do Sul.
Na cultura ocidental, a palavra kawaii se juntou a um número de palavras japonesas emprestadas de fãs ocidentais da cultura popular japonesa. Enquanto seu uso é quase inteiramente limitado à subcultura otaku, ela já foi usada por personalidades notáveis, como a cantora americana Gwen Stefani, que mencionou kawaii em seu videoclipe Hollaback Girl..